# 沈義
沈義（1424年—？），字時宜，直隸江都縣人，武成後衛官籍。明朝政治人物。進士出身。

## 生平
順天府鄉試第十二名。正統十三年（1448年）戊辰科會試第九十七名，殿試登進士第二甲第三十一名。

## 家族
曾祖沈士名，曾任元萬戶 贈武成後衛指揮同知。祖父沈諒，曾任武成後衛指揮同知。父亲沈文。